# Bonamy Dobrée (universitaire)
Pour l’article homonyme, voir Bonamy Dobrée.
Bonamy Dobrée est un militaire et professeur de littérature britannique né le 2 février 1891 à Kensington et mort le 3 septembre 1974 à Blackheath.

## Biographie
Après Haileybury et l'Académie royale militaire de Woolwich, Bonamy Dobrée est nommé dans la Royal Field Artillery (en) en 1910 mais donne sa démission en 1913.
Le 21 novembre 1913, il épouse Gladys May Mabel Brooke-Pechell (après son mariage appelée Valentine Dobrée (en)), la fille de Sir Alexander Brooke-Pechell, 7e baronnet, et a une fille, la clarinettiste Georgina Dobrée (en) (1930-2008).
Il se réengage en 1914, servant en France et au Moyen-Orient pendant la Première Guerre mondiale.
En 1920, il profite d'une scolarité offerte aux anciens combattants, obtenant son Bachelor of Arts du Christ's College en 1921 et son Master of Arts en 1924. En 1925, il est nommé maître de conférences à Londres et, en 1926, professeur d'anglais à l'Université du Caire, où il reste jusqu'en 1929. En 1936, il est nommé professeur de littérature anglaise à l'Université de Leeds.
Pendant la Seconde Guerre mondiale, Dobrée sert avec la grade de lieutenant-colonel dans l'organisation Army Bureau of Current Affairs (en) (ABCA). Il prononce les conférences Clark à l'Université de Cambridge en 1953 et est docteur honoris causa de l'Université de Dijon. Après avoir pris sa retraite de Leeds, il édite la série de brochures Writers and their Work pour le British Council et la National Book League, et rédige lui-même une brochure sur Rudyard Kipling. Il enseigne également en tant que professeur de littérature au Gresham College. Il est le Lord Northcliffe Memorial Lecturer en 1963.